# Taaffeit

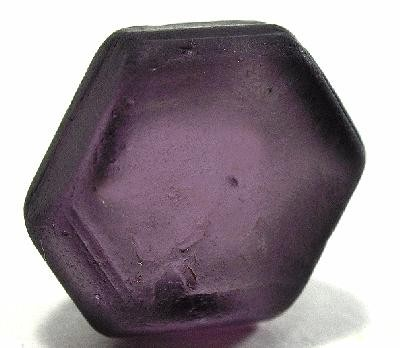
Magnesiotaaffeit-2N’2S

Taaffeit (BeMgAl4O8) är en extremt sällsynt ädelsten som är mycket lik spinell.
Taaffeit är unikt på det sättet att det är den enda ädelstenen som inte upptäcktes som ett nytt mineral förrän ett exemplar undersöktes i fasettslipad form. Den första taaffeiten upptäcktes 1945 av greve Richard Taaffe i Irland, i en juvelerares stenskrin. Den såg ut som spinell och de fysiska egenskaperna var nästan identiska med spinell. Senare upptäcktes att det var ett helt nytt mineral med dubbelbrytning, vilket spinell inte har. Stenens densitet är 3,61 och hårdheten är 8 på Mohs hårdhetsskala.

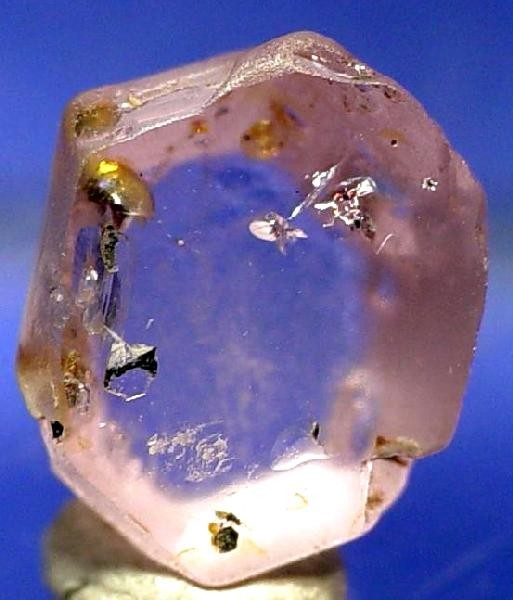
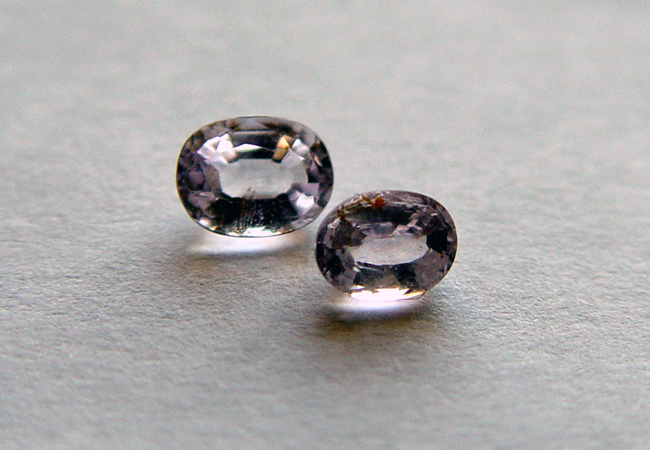